# 말리 극장

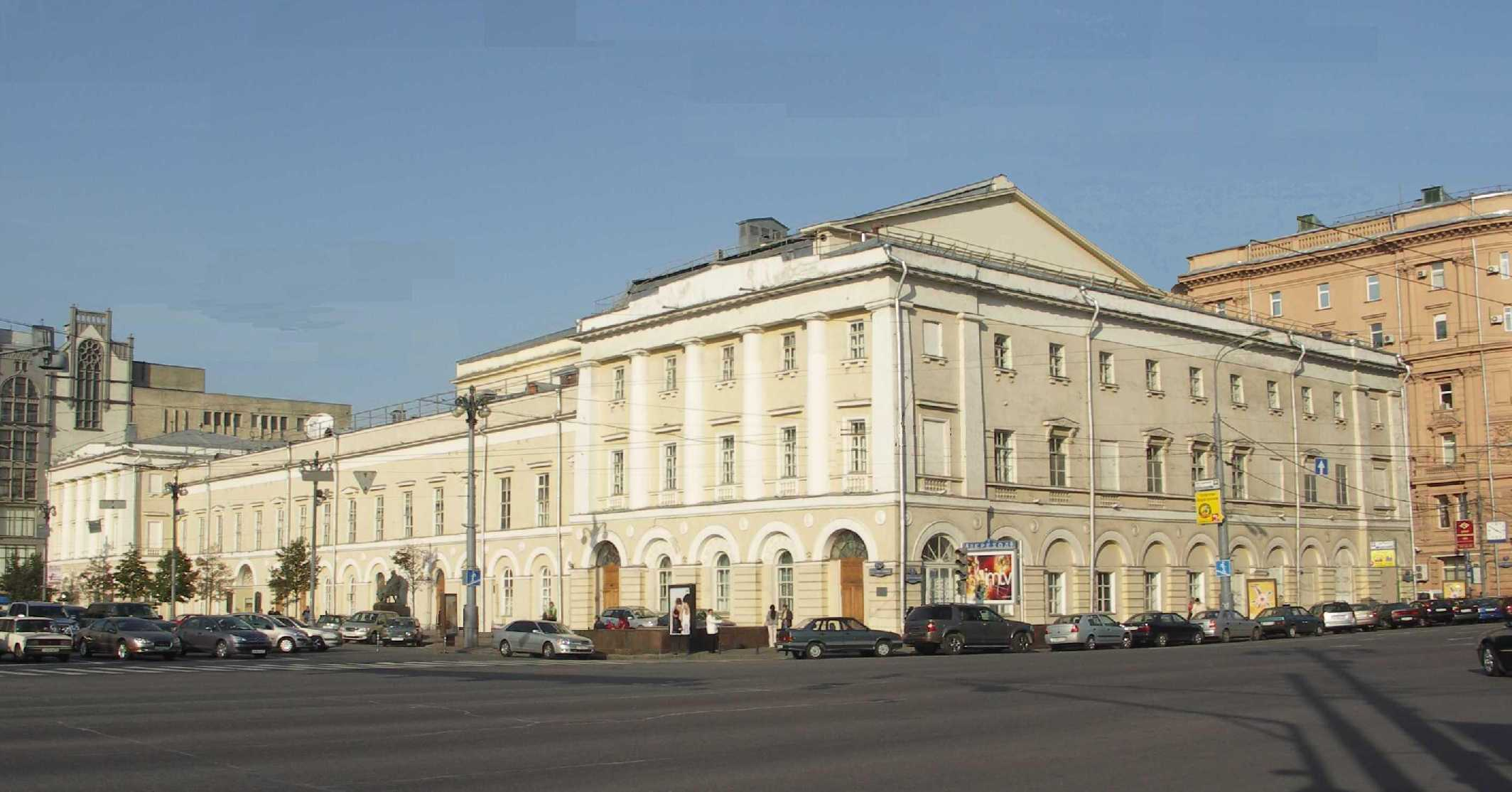
말리 극장

말리 극장(러시아어: Малый театр)은 1824년에 개장된 러시아 최고(最古)의 극장이다. 이것을 말리(maly, 작다는 뜻) 극장이라고 부른 것은 볼쇼이 극장(Bolshoi, 크다는 뜻)에 대해서 칭한 것으로, 이른바 실내극용의 소극장과는 달리 좌석, 1,099개의 황색의 벽과 백색 원주(圓柱)로 된 당당한 건물이다. 러시아 문학사상 불멸의 빛을 발하는 그리보예도프의 <지혜의 슬픔>이나 고골리의 <검찰관>은 이곳에서 처음으로 상연되었고, 또한 19세기 후반에는 알렉산드르 오스트롭스키라는 위대한 극작가의 출현으로 그 작품의 거의 대부분이 무대에 오른 이 극장은 러시아 국민연극의 리얼리즘의 기초를 쌓는 중심이 되었다. 이같은 역사와 전통을 지닌 이 극장의 고전극은 다른 극장에서는 볼 수 없는 품격을 지니고 있다. 그러나 현재의 말리 극장은 고전을 즐겨 상연하는 박물관적인 존재가 아니라, 현대작가의 희곡을 계속 채택하여, 현대극이 고전보다 우위를 차지하고 있다.

## 참고 자료
- 이 문서에는 다음커뮤니케이션(현 카카오)에서 GFDL 또는 CC-SA 라이선스로 배포한 글로벌 세계대백과사전의 내용을 기초로 작성된 글이 포함되어 있습니다.